# Kultura zarzyjska
Kultura zarzyjska – kultura epipaleolityczna rozwijająca się w okresie od ok. XX tys. p.n.e. do ok. XI tys. p.n.e., genezę kultury zarzyjskiej wiąże się z miejscowym podłożem kultury baradosteńskiej. Nazwa niniejszej jednostki kulturowej związana ze stanowiskiem eponimicznym w jaskini w miejscowości Zarzi położonej w irackiej części Kurdystanu. 
Zespół zjawisk kulturowych utożsamianych z kulturą zarzyjską obejmował swym zasięgiem teren większy od Baradosteinu, sięga poza Zagros, dalej na wschód aż do południowych wybrzeży Morza Kaspijskiego. Wyodrębnia się szereg wariantów regionalnych np. luristański (stanowisko Pa Sangar) czy nadkaspijski (stanowisko Ali Tappeh). Nie wyróżnia się faz rozwojowych.
Przedstawiciele kultury zarzyjskiej zakładali swoje obozowiska macierzyste w jaskiniach, często obejmowanych po poprzednikach (Warwasi, Pa Sangar, Ghar-i-Khar oraz Szanidar).
Eksploatacja stref ekologicznych była jednak bardziej wszechstronna niż u poprzedników, podstawową rolę odgrywało wyspecjalizowane łowiectwo. Zauważyć można wzrost znaczenia małych gatunków ssaków (dziki, kozłowate, lisy) oraz ptaków. Z większych gatunków polowano na gazele i jelenie.
Charakterystycznie dla bliskowschodnich kultur epipaleolitycznych wzrasta udział innych sposobów zdobywania żywności, odnaleziono ślady zbieractwa m.in. krabów, ślimaków i skójek.
Dyskusyjna jest kwestia zbierania i przechowywania produktów roślinnych. W należącej do kultury zarzyjskiej warstwie B 2 w jaskini Szanidar odnaleziono liczne jamy zasobowe jednak nie odnaleziono żadnych narzędzi służących do rozcierania i przygotowywania pokarmów roślinnych. 
Za przemianami gospodarczymi w tej kulturze następuje rozwój narzędzi kamiennych, przede wszystkim mikrolitów. Zwiększa się różnorodność ich typów zgeometryzowanych (takich jak trapezy, trójkąty, segmenty i formy półksiężycowate). Mikrolity te służyły jako zbrojniki do narzędzi złożonych, często odnajdowane są również mikrorylce. Przemysł kamienny tej kultury określa się jako wiórowy, charakterystyczne formy to wiórki z wnękami, wiórki tylcowe, ostrza graweckie, tylczaki i drapacze rdzeniowe. Znaczny odsetek wiórów jest nieretuszowany np. w Pa Sangar dochodzi do 2/3. Podstawowym surowcem do produkcji narzędzi był lokalny krzemień, rzadko łupki, bardzo rzadko sprowadzany obsydian.
Kultura zarzyjska rozwijała się przez około 10000 lat, jej schyłek nastąpił mniej więcej równocześnie na całym obszarze jej występowania w XI tys. p.n.e., nieznana jest przyczyna zaniku.